# Амфилох
Амфилох (др.-греч. Ἀμφίλοχος) — в древнегреческой мифологии сын Амфиарая и Эрифилы. Участник похода эпигонов. Наставления отца Амфилоху упоминал Пиндар.
Брат Алкмеона, которому он, по некоторым сказаниям, помогал в убийстве матери. Был одним из женихов Елены. Он принимал участие в походе против Трои.
Царь трети Аргоса, Амфилох позже переселился в страну амфилохов и при Амбракском заливе основал Амфилохийский Аргос.
Согласно Квинту, именно он (по другой версии, его племянник Амфилох, сын Алкмеона) отправился по суше в Памфилию и Киликию. Основал Посидей на границе Киликии и Сирии.
По другим же рассказам, он вместе с Мопсом, подобно ему одарённым даром пророчества, поселился в Киликии, где при устье реки Пирама основал город Малл. Отсюда Амфилох отправился в Аргос, но когда вернулся, Мопс не пожелал допустить его к участию в правлении; в возгоревшейся по этому поводу войне оба они пали и были похоронены в Магарзе около Малла. Как герой, Амфилох был почитаем в Спарте; в Афинах он имел алтарь, в Малле — оракула.
Его статуя в Аргосе вместе с другими эпигонами. Святилище в Спарте. По Эфору, его именем названы амфилохийцы. Жертвенник в Оропе, в Киликии в Малле его прорицалище Александр совершил жертвоприношения Амфилоху из-за своего родства с аргивянами.
- См. Фиваида, фр.4 Бернабе.

Каллистрат был автором трагедии «Амфилох».